# Bert Berns
Bert Berns (* 8. November 1929 in New York; † 30. Dezember 1967 ebenda; eigentlich Bertrand Russell Berns) war ein US-amerikanischer Musikproduzent und Komponist, der in den 1960er Jahren erfolgreich im Genre des Rhythm & Blues und Pop tätig war.

## Werdegang
Als Kind russisch-jüdischer Emigranten wuchs Berns in New Yorks Bronx auf und studierte klassische Klaviermusik. Im Jahre 1950 gründete er zusammen mit seinem Freund Sid Bernstein das Plattenlabel Magic Records, mit dessen Logo einige Platten ohne besondere Öffentlichkeitswirkung erschienen. Darunter befand sich auch Berts erste Komposition M & X (für ham and eggs, „Schinken und Eier“ als Frühstücksoption), gesungen von Bob Manning und Eydie Gormé. Anfang 1958 mietete er Büros am 1650 Broadway, direkt gegenüber vom berühmten Brill Building; in beiden Gebäuden waren Komponisten und Musikverlage untergebracht. Nach einigen Fehlversuchen, weitere Kompositionen direkt an Interpreten zu vermitteln, wurde er 1960 vom Musikverlag Robert Mellin Music angestellt. Hier entstand für den mit Sam Cooke zum Verwechseln ähnlichen Tenor Hoagie Lands I’m Gonna Cry Some Tears / Lighted Windows (Judi #054; 1960), My Tears Are Dry / It's Gonna Be Morning (MGM #13041; 1961) oder Baby Come On Home / Baby Let Me Hold Your Hand (Atlantic #2217; 1964), die die Hitparade jedoch nicht erreichten. Aus der Zusammenarbeit mit Bill Medley (vom Gesangsduo Righteous Brothers) wurde dann das karibisch anmutende Push Push für den unbekannten Austin Taylor produziert, erschienen im November 1960, das nur auf Platz 90 der Pop-Charts gelangte. Diesen lateinamerikanischen Sound und Rhythmus behielt Berns als Grundlage seiner späteren Hits bei.

## Ein Klassiker entsteht

Top Notes – Twist and Shout

Am 23. Februar 1961 kam es zu einer denkwürdigen Aufnahmesession, die von dem noch unbekannten Phil Spector geleitet wurde. Die ebenso unbekannten Top Notes nahmen an jenem Tag Twist and Shout aus der Feder von Berns und Bill Medley auf, das auf Atlantic #2115 erst im September 1961 ohne Hitparadenresonanz veröffentlicht wurde. Der Autor Berns war in der Session anwesend und musste mit ansehen, wie Spector den Song ruinierte: „Leute, ihr habt mein Stück kaputt gemacht!“ Berns revanchierte sich später mit Hilfe der Isley Brothers, die mit ihrer am 16. Juni 1962 veröffentlichten Coverversion eine Nummer-2-Platzierung in den Rhythm-&-Blues-Charts und Platz 17 der Pop-Hitparade erreichten und mit dem ersten Millionenseller für Berns die Vorlage für eine große Anzahl von weiteren Versionen bereiteten.
Dieser Durchbruch wurde schließlich mit den Jarmels zementiert, für die er A Little Bit of Soap komponierte und produzierte. Das im Mambo-Rhythmus gehaltene Stück erschien im Juli 1961, erreichte Platz 12 der Pop-Hitparade (Platz 7 der R&B-Charts) und war das Markenzeichen für den von Berns künftig präferierten Musikstil.

## Produzent bei Atlantic Records
Ende 1961 wurde der Chef-Produzent von Atlantic Records, Jerry Wexler, auf den aufstrebenden Berns aufmerksam. Berns erhielt den Auftrag, mit Solomon Burke zusammenzuarbeiten. Dieser R&B-Interpret hatte gerade bei Atlantic begonnen und konnte dort erst einen mittleren Hit vorweisen, als Berns seine Arbeit begann. Unter der Regie von Berns entstanden am 6. Dezember 1961 drei Songs, darunter das von Berns auch komponierte Cry to Me, das mit einem Platz 5 der R&B-Charts zur bislang zweitbesten Platzierung für Berns avancierte. In der nächsten Aufnahmesession am 4. April 1962 entstanden unter anderem Down in the Valley / I'm Hanging Up My Heart for You, mit deutlichem Country-Sound unterlegt. Vorläufig beste Platzierung schaffte das am 15. März 1963 aufgenommene If You Need Me, das Platz 2 der R&B-Charts erreichte. Unter der Regie von Berns entstanden noch Everybody Needs Somebody to Love (aufgenommen am 28. Mai 1964) oder The Price (letzte Aufnahmesession mit Berns am 28. August 1964). Chefproduzent Wexler lobte die intensive, bis 1964 andauernde Studioarbeit von Berns für Solomon Burke: „Mit der gefühlvollen Orchestration und der kreativen Intensität hielt Burke Atlantic Records praktisch am Leben“.
Im Jahr 1963 vermittelte Berns der R&B-Formation Garnett Mimms & the Enchanters einen Plattenvertrag bei United Artists Records. Mimms übernahm im September 1963 das von Berns und Norman Meade komponierte Cry Baby und führte den Prototyp einer Soulballade an die Spitze der R&B-Charts; gleichzeitig gelang erstmals für Berns ein guter Crossover-Erfolg mit einem Nummer-4-Pophit. Mimms übernahm eine ganze Reihe von Berns-Kompositionen, so etwa One Girl (Mai 1964), Look Away (Oktober 1964) oder I'll Take Good Care of You (April 1966), konnte jedoch nicht mehr die erste Spitzenposition wiederholen.

## Berns übernimmt die Drifters und Ben E. King
Als die führenden Komponisten und Produzenten Jerry Leiber und Mike Stoller nach überaus erfolgreicher Zusammenarbeit mit den Drifters ihr Interesse an dieser R&B-Formation verloren, war Bert Berns als Nachfolger vorgesehen. Erster Aufnahmetermin der Drifters mit ihrem neuen Produzenten Berns war für den 12. Dezember 1963 anberaumt, als One Way Love / Didn't It entstand. Wurde hiervon hitparadenmäßig noch keine Notiz genommen, so besserte sich dies mit der am 21. Mai 1964 aufgenommenen Single Under the Boardwalk / I Don’t Want to Go On Without You. Die im Juni 1964 veröffentlichte Platte erreichte den vierten Rang der R&B-Charts. Hier sang im Chor auch Dionne Warwick mit, die die Drifters bereits seit dem 22. Januar 1963 bei Aufnahmen begleitete. Eine bessere Platzierung gelang Berns mit den Drifters danach nicht mehr. Berns begleitete die Drifters noch bis zur Session am 12. Oktober 1966, in der Baby What I Mean entstand. Seither hatte die Gruppe einige personelle Konstellationen überstanden, die jedoch ebenso wenig den einstigen Erfolg zurückholen konnten.
Ein ehemaliger Leadsänger der Drifters war Ben E. King, für den Berns ab dem 15. Januar 1964 zuständig war. Aber auch dieser hatte seinen musikalischen Erfolgszenit bereits überschritten. Weder die in dieser ersten Session aufgenommenen That's When It Hurts / Around the Corner noch die weiteren 16 bis 3. Februar 1966 eingespielten Stücke konnten in die Top 10 der R&B-Charts vordringen.

## Einzelerfolge
Mehr Erfolg war Berns mit einigen Interpreten beschieden, für die er in der Zwischenzeit einzelne Titel komponierte oder produzierte. Seine Komposition Tell Her war in der Originalfassung von Gil Hamilton im März 1962 noch unbeachtet geblieben, entwickelte sich als Tell Him für das Mädchenquartett Exciters im Dezember 1962 produziert von Leiber/Stoller zum großen Hit (Platz 4 Pop). Die Rocky Fellers übernahmen im März 1963 sein Killer Joe (Platz 16 Pop). Für die Isley Brothers produzierte er ab Juni 1962 bei Wand Records 10 Aufnahmen, ab Juni 1963 bei United Artists insgesamt 7 Aufnahmen. Für Lou Christie war am 8. Januar 1964 eine Session anberaumt, in der Berns die Songs Outside the Gates of Heaven und You May Be Holding My Baby (letzteres mitkomponiert von Berns) produzierte.
Berns reiste dann dreimal nach London, um dort für Decca Records tätig zu werden. Beim zweiten Trip im Oktober 1964 komponierte er für die britische Rocksängerin Lulu Here Comes the Night (Platz 50 UK), das er dann noch einmal mit der irischen Gruppe Them produzierte. Deren Version kam im März 1965 in die britische Hitparade und drang bis auf Platz zwei vor. Für Them produzierte er auch Gloria und Baby Please Don’t Go. Deren ehemaliger Leadsänger Van Morrison ließ sich ab 1967 insgesamt 14 Songs von Berns in New York produzieren, darunter der im Juli 1967 erschienene Single-Hit Brown Eyed Girl, allesamt erschienen auf Bang Records. Zwischen ihm und Berns kam es aber rasch zu einem Zerwürfnis über den Vertrag angelegentlich von Berns eigenmächtigem Handeln, den Morrison erst mit der Witwe von Berns lösen konnte, in deren Zuge Morrison The Revenge Album 67 einspielen musste.
Für Esther Phillips’ produzierte Berns 1964 Hello Walls, Barbara Lewis ließ sich von ihm im Jahr 1965 Baby I'm Yours und Make Me Your Baby produzieren. Die Strangeloves übernahmen im Mai 1965 seine Komposition I Want Candy, für Tammi Lynn produzierte und komponierte er das temporeiche I'm Gonna Run Away from You im April 1965, die gleichen Leistungen erbrachte er für Erma Franklin (die Schwester von Aretha Franklin) mit Piece of My Heart im Oktober 1967 (Platz 10 R&B), während Edwin Starr die Berns-Komposition 25 Miles im Februar 1969 übernahm (die beiden letzteren jeweils Platz 6 R&B und Pop; BMI-Award).

## Coverversionen
Meistgecoverter Song ist zweifellos Twist and Shout, durch die Isley Brothers popularisiert. BMI zählt hiervon 30 Versionen, wovon am erfolgreichsten die Fassungen der Beatles (LP Please Please Me vom März 1963) und von Brian Poole and the Tremeloes (Juli 1963, Platz 4 UK) gewesen sind. Them coverte im März 1965 erfolgreich Here Comes the Night (Platz 2 UK). Neben Twist and Shout übernahmen die Kingsmen 1966 auch Killer Joe. Janis Joplin präsentierte erfolgreich auf dem Woodstock-Festival am 17. August 1969 ihre Version von Piece of My Heart.

## Eigene Plattenlabels

McCoys – Hang On Sloopy

Im März 1964 gründete Bert Berns das kurzlebige Label Keetch Records, das nach nur wenigen Platten wieder eingestellt wurde. Im April 1965 rief Berns mit Bang! Records ein etwas langlebigeres Label ins Leben. Um die Firma finanziell breiter aufzustellen, halfen ihm die Inhaber von Atlantic Records Ahmet Ertegün, Nesuhi Ertegün und Jerry Wexler bei der Gründung. Bereits die erste Veröffentlichung im Mai 1965 (Bang #501) mit den Strangeloves, I Want Candy, mitkomponiert von Berns, erreichte auf Anhieb Nummer 11 der Pop-Hitparade. Weitere fünf Platten später erschien der Superhit des Labels, die McCoys mit Hang On Sloopy, der Platz 1 der Charts erreichte und über eine Million Mal verkauft wurde. Im Mai 1966 veröffentlichte hier Neil Diamond mit Solitary Man / The Time Is Now seine erste Single (Bang #578).
Als Tochterlabel von Bang wurde Shout Records ins Leben gerufen, auf dem reiner Rhythm & Blues veröffentlicht wurde. Freddie Scott war mit der Berns-Komposition und -Produktion Are You Lonely for Me im Dezember 1966 am erfolgreichsten, denn dieser Hit erreichte am 11. Februar 1967 die Topposition der R&B-Hitparade. Scott war, von Erma Franklin und wenigen anderen Interpreten abgesehen, der Hauptkünstler des Labels. Berns erlebte diesen Erfolg von Freddie Scott nicht mehr mit, denn er starb unerwartet am 30. Dezember 1967 in New York an Herzversagen.

## Statistik
Der Produzent Berns erlaubte seinen Interpreten, nahe bei ihren natürlichen Möglichkeiten zu bleiben, und einige seiner Kompositionen inspirierten Interpreten sogar, ihre normalen Ausdrucksmöglichkeiten zu überschreiten. Für Berns sind bei BMI insgesamt 232 Kompositionen registriert, davon erhielten 6 Titel einen BMI-Award.
Der Rolling Stone listete Berns 2015 auf Rang 64 der 100 größten Songwriter aller Zeiten.